# Secrets (canción)
«Secrets» es el segundo sencillo lanzado por la banda estadounidense de pop rock OneRepublic desprendido de su segundo álbum de estudio Waking Up. Fue lanzado como el primer sencillo en Alemania y Austria, debido a su aparición en la banda sonora de la  película de Til Schweiger, Zweiohrküken. La película es la secuela de la película Keinohrhasen, para lo cual "Apologize" formó parte de su banda sonora. 
Tuvo un relativo éxito en las listas de éxitos de Alemania y Austria. La canción fue lanzada en los Estados Unidos el 17 de noviembre de 2009 a través de iTunes Store.
A nivel mundial ha vendido 8 Millones de copias.
"Secrets" también apareció en otra banda sonora, en esta ocasión el de la película de 2010, El aprendiz de brujo, y fue utilizado en varias publicidades y series televisivas en los Estados Unidos. En 2011, la marca de lencería Victoria's Secret escogió la canción para su desfile anual Victoria's Secret Fashion Show.

## Lista de canciones
| Sencillo en CD |                                  |          |  |
| N.º            | Título                           | Duración |  |
| 1.             | «Secrets»                        | 3:42     |  |
| 2.             | «Come Home» (con Sara Bareilles) | 4:19     |  |

## Posicionamiento en listas y certificaciones
| Lista (2009–2011)                           | Mejor posición |
| ------------------------------------------- | -------------- |
| Alemania (Offizielle Deutsche Charts)       | 3              |
| Austria (Ö3 Austria Top 40)                 | 4              |
| Bélgica (Flandes) (Ultratip Bubbling Under) | 15             |
| Canadá (Canadian Hot 100)                   | 32             |
| Estados Unidos (Billboard Hot 100)          | 21             |
| Estados Unidos (Adult Alternative Songs)    | 28             |
| Estados Unidos (Adult Contemporary)         | 5              |
| Estados Unidos (Adult Top 40)               | 3              |
| Estados Unidos (Hot Dance Club Songs)       | 28             |
| Estados Unidos (Mainstream Top 40)          | 13             |
| Hungría (Rádiós Top 40)                     | 34             |
| Nueva Zelanda (Recorded Music NZ)           | 27             |
| Países Bajos (Dutch Top 40)                 | 15             |
| Reino Unido (UK Singles Chart)              | 77             |
| República Checa (Rádio Top 100)             | 31             |
| Suiza (Schweizer Hitparade)                 | 19             |

| País           | Organismo certificador | Certificación | Ventas    |
| -------------- | ---------------------- | ------------- | --------- |
| Alemania       | BVMI                   | Oro           | 150 000   |
| Estados Unidos | RIAA                   | 2× Platino    | 2 848 000 |